# St. Francis (Maine)
St. Francis es un pueblo ubicado en el condado de Aroostook en el estado estadounidense de Maine. En el Censo de 2010 tenía una población de 485 habitantes y una densidad poblacional de 6,17 personas por km².

## Geografía
St. Francis se encuentra ubicado en las coordenadas 47°8′4″N 68°51′54″O / 47.13444, -68.86500. Según la Oficina del Censo de los Estados Unidos, St. Francis tiene una superficie total de 78.63 km², de la cual 77.5 km² corresponden a tierra firme y (1.44%) 1.13 km² es agua.

## Demografía
Según el censo de 2010, había 485 personas residiendo en St. Francis. La densidad de población era de 6,17 hab./km². De los 485 habitantes, St. Francis estaba compuesto por el 96.91% blancos, el 0% eran afroamericanos, el 1.86% eran amerindios, el 0% eran asiáticos, el 0% eran isleños del Pacífico, el 0% eran de otras razas y el 1.24% pertenecían a dos o más razas. Del total de la población el 0.62% eran hispanos o latinos de cualquier raza.